# Veikkausliiga (2010)
Sezon 2010 był 20. edycją Veikkausliigi – najwyższej piłkarskiej klasy rozgrywkowej w Finlandii. Sezon rozpoczął się 16 kwietnia, a zakończył się 23 października 2010. W rozgrywkach brało udział 14 zespołów, grając systemem kołowym. Tytuł obroniła drużyna HJK Helsinki. Tytuł króla strzelców zdobył Juho Mäkelä, który w barwach klubu HJK Helsinki strzelił 16 goli.

## Drużyny
| Uczestnicy poprzedniej edycji                                                                                 | Uczestnicy poprzedniej edycji | Uczestnicy poprzedniej edycji | Uczestnicy poprzedniej edycji |
| --- | ----------------------------- | ----------------------------- | ----------------------------- |
| HJK | HJK Helsinki                  | 1                             |                               |
| HNK | FC Honka                      | 2                             |                               |
| TPS | Turun Palloseura              | 3                             |                               |
| MAR | IFK Mariehamn                 | 4                             |                               |
| TUR | Inter Turku                   | 5                             |                               |
| HAK | FC Haka                       | 6                             |                               |
| TAM | Tampere United                | 7                             |                               |
| VPS | Vaasan Palloseura             | 8                             |                               |
| MYP | Myllykosken Pallo-47          | 9                             |                               |
| JAR | FF Jaro                       | 10                            |                               |
| LHT | FC Lahti                      | 11                            |                               |
| KUO | KuPS Kuopio                   | 12                            |                               |
| Zwycięzca baraży o Veikkausliigę                                                                              |                               |                               |                               |
| JJK | JJK Jyväskylä                 | 13                            |                               |
| Awans z Ykkönen 2009                                                                                          |                               |                               |                               |
| OUL | AC Oulu                       | 1                             |                               |
| Oznaczenia: - kolumna pierwsza – skróty nazw drużyn, - kolumna trzecia – miejsce zajęte w poprzednim sezonie. |                               |                               |                               |

Po poprzednim sezonie do Ykkönen spadł RoPS Rovaniemi.

## Tabela
| Lp. | Drużyna              | M  | Z  | R  | P  | Bramki | Bramki | Różn. | Pkt | Uwagi                                        |
| --- | -------------------- | -- | -- | -- | -- | ------ | ------ | ----- | --- | -------------------------------------------- |
| 1   | HJK Helsinki (M)     | 26 | 15 | 7  | 4  | 43     | 19     | +24   | 52  | Liga Mistrzów UEFA • II runda kwalifikacyjna |
| 2   | KuPS Kuopio          | 26 | 15 | 3  | 8  | 45     | 36     | +9    | 48  | Liga Europy UEFA • II runda kwalifikacyjna   |
| 3   | Turun Palloseura     | 26 | 13 | 6  | 7  | 46     | 30     | +16   | 45  | Liga Europy UEFA • II runda kwalifikacyjna1  |
| 4   | FC Honka             | 26 | 12 | 5  | 9  | 42     | 34     | +8    | 41  | Liga Europy UEFA • I runda kwalifikacyjna    |
| 5   | FF Jaro              | 26 | 11 | 5  | 10 | 42     | 34     | +8    | 38  |                                              |
| 6   | Inter Turku          | 26 | 10 | 7  | 9  | 34     | 32     | +2    | 37  |                                              |
| 7   | Tampere United       | 26 | 10 | 4  | 12 | 37     | 46     | −9    | 34  |                                              |
| 8   | FC Haka              | 26 | 9  | 6  | 11 | 30     | 38     | −8    | 33  |                                              |
| 9   | Myllykosken Pallo-47 | 26 | 7  | 11 | 8  | 36     | 39     | −3    | 32  |                                              |
| 10  | Vaasan Palloseura    | 26 | 8  | 7  | 11 | 29     | 40     | −11   | 31  |                                              |
| 11  | AC Oulu              | 26 | 8  | 6  | 12 | 31     | 44     | −13   | 30  |                                              |
| 12  | IFK Mariehamn        | 26 | 7  | 7  | 12 | 38     | 43     | −5    | 28  |                                              |
| 13  | JJK Jyväskylä        | 26 | 8  | 3  | 15 | 34     | 41     | −7    | 27  | Baraże o utrzymanie w Veikkausliiga          |
| 14  | FC Lahti (S)         | 26 | 5  | 11 | 10 | 26     | 37     | −11   | 26  | Spadek do Ykkönen                            |

## Baraże o Veikkausliigę
W dwumeczu barażowym o udział w rozgrywkach Veikkausliigi sezonu 2011 zagrały: 13. drużyna Veikkausliigi – JJK Jyväskylä – i 2. drużyna Ykkönen – FC Viikingit. Zespół JJK obronił swoją pozycję w najwyższej klasie rozgrywkowej Finlandii, zwyciężając 3:1.
| 27 października 2010 18:30 EEST | FC Viikingit · Hassan Mila Sesay 87' | 1:1(0:0) | JJK Jyväskylä · 62' Mikko Hyyrynen | Vuosaaren Urheilukenttä, Helsinki Widzów: 3 172 |
|                                 |                                      |          |                                    |                                                 |

| 20 października 2010 14:00 EST | JJK Jyväskylä · Jukka-Pekka Tuomanen 9' · Lasse Linjala 31' | 2:0(2:0) | FC Viikingit | Harjun stadion, Jyväskylä |
|                                |                                                             |          |              |                           |

## Klasyfikacja strzelców
| Lp | Piłkarz           | Drużyna               | Bramki |
| -- | ----------------- | --------------------- | ------ |
| 1  | Juho Mäkelä       | HJK Helsinki          | 16     |
| 2  | Roope Riski       | Turun Palloseura      | 12     |
| 3  | Henri Lehtonen    | Inter Turku           | 11     |
| 4  | Tamás Gruborovics | IFK Mariehamn         | 10     |
| 4  | Jonatan Johansson | Turun Palloseura      | 10     |
| 6  | Tommi Kari        | JJK Jyväskylä         | 9      |
| 6  | Jami Puustinen    | FC Honka              | 9      |
| 6  | Maxim Votinov     | Myllykosken Pallo -47 | 9      |
| 9  | Dudu              | Kuopion Palloseura    | 8      |
| 9  | Frank Jonke       | AC Oulu               | 8      |
| 9  | Papa Niang        | FF Jaro               | 8      |
| 9  | Mikko Paatelainen | IFK Mariehamn         | 8      |

Źródło:  (fiń.))